# Woszczynka purpurowa
Woszczynka purpurowa (Ceriporia purpurea (Fr.) Donk) – gatunek grzybów z rzędu żagwiowców (Polyporales).

## Systematyka
Pozycja w klasyfikacji według Index Fungorum: Ceriporia, Irpicaceae, Polyporales, Incertae sedis, Agaricomycetes, Agaricomycotina, Basidiomycota, Fungi.
Po raz pierwszy opisał go w roku 1821 Elias Fries nadając mu nazwę Polyporus purpureus. Obecną, uznaną przez Index Fungorum nazwę, nadał mu Marinus Anton Donk w 1971 r.
Ma 11 synonimów. Niektóre z nich:
- Gloeoporus purpureus (Fr.) Zmitr. & Spirin 2006
- Merulioporia purpurea (Fr.) Bondartsev & Singer 1953
- Meruliopsis purpurea (Fr.) Bondartsev 1959[2].

Aleksander Zalewski i Tadeusz Glaser w 1953 r. nadali mu polską nazwę porak purpurowy, Stanisław Domański w 1965 r. woszczynka Bresadoli, a Władysław Wojewoda w 2003r. woszczynka purpurowa. W pracach polskich autorów Ceriporia bresadolae jest uważana za synonim C. purpurea, według Index Fungorum jednak są to odrębne gatunki.

## Morfologia
Owocnik
Jednoroczny, rozpostarty, początkowo kolisty, ale sąsiednie owocniki zrastają się z sobą tworząc duże, nieregularne płaty osiągające średnicę do 5 cm i grubość do 1 mm. Powierzchnia o barwie od różowawej do czerwonawej, pory tej samej barwy, lub nieco ciemniejsze. Początkowo są różowe lub pomarańczowe, potem różowoczerwone w okazach zielnikowych czasem z fioletowym odcieniem, a u starszych okazów ciemnoczerwono-brązowe, zwykle w liczbie 4–6 na 1 mm i 3–4 na podłożu pochyłym. Szczecinki początkowo białawe, potem barwne. Rurki o średnicy 0,05–0,1 mm. Hymenium tej samej barwy, woskowate, o grubości 0,2–0,5 mm.
Cechy mikroskopowe
System strzępkowy monomityczny. Strzępki w subikulum luźno splecione, z wyraźnymi ścianami, rozgałęzione pod ostrymi kątami, niektóre tworzą nierównoległe wiązki. Mają średnicę 3,1–5,8 μm (n=40/4). Strzępki tramy niemal równoległe, cienko- lub tylko lekko grubościenne, 2,2–4,5 μm (n=80/5), obficie inkrustowane oleistą substancją. Szczecinki składają się z falistych lub nieregularnie ułożonych, czasem dychotomicznie rozgałęzionych strzępek o średnicy 3–5,5 μm. Pomiędzy szczecinkami są cystydiole o wymiarach 16–20 × 3,5–6 μm. Podstawki maczugowate, 4-zarodnikowe, 9–16,3 × 3,8–5,8 μm (n=49/5). Bazydiospory kiełbaskowate, wyraźnie zakrzywione, 4,8–8,7 × 1,6–2,4 μm (n=150/5), L=6,11, W=1,99, Q=2,88-3,43.
Gatunki podobne
Najbardziej podobna jest Ceriporia bresadolae (Bourdot & Galzin) Donk i Ceriporia occidentalis Spirin & Vlasák.

## Występowanie i siedlisko
Woszczynka purpurowa występuje na wszystkich kontynentach poza Antarktydą. Najwięcej stanowisk podano w Europie. W Polsce w. Wojewoda w 2003 r. przytoczył 3 jej stanowiska, w tym jedno dawne. Bardziej aktualne stanowiska podaje internetowy atlas grzybów. Znajduje się na Czerwonej liście roślin i grzybów Polski. Ma status E– gatunek zagrożony wymarciem, którego przeżycie jest mało prawdopodobne, jeśli nadal będą działać czynniki zagrożenia.
Nadrzewny grzyb saprotroficzny. Występuje na martwym drewnie w lesie. W Polsce notowany na pniach i gałęziach sosny pospolitej (Pinus sylvestris), olszy szarej (Alnus glutinosa) i na owocniku wrośniaka szorstkiego (Trametes hirsuta). Według źródeł zagranicznych występuje tylko na drewnie drzew liściastych.